# Болгаро-датские отношения
Болгаро-датские отношения — двусторонние дипломатические отношения между Болгарией и Данией. У Болгарии есть посольство в Копенгагене и два почетных консульства (в Геллерупе и Силькеборге). У Дании есть посольство в Софии.
Обе страны являются членами Европейского Союза и НАТО.

## Королевские визиты в Болгарию
- Королева Дании Маргрете II и принц-консорт Хенрик
  - 17—19 октября 2000 года — София, Пловдив и Рильский монастырь
- Кронпринц Фредерик и кронпринцесса Мэри
  - 15—17 сентября 2008 года — София и Пловдив